# Le Noyer-en-Ouche
Noyer-en-Ouche – miejscowość i gmina we Francji, w regionie Normandia, w departamencie Eure.
Według danych na rok 1990 gminę zamieszkiwało 177 osób, a gęstość zaludnienia wynosiła 16 osób/km² (wśród 1421 gmin Górnej Normandii Noyer-en-Ouche plasuje się na 724 miejscu pod względem liczby ludności, natomiast pod względem powierzchni na miejscu 290).